# Ramón Colom
Ramón Colom Esmatges (Barcelona, 27 de agosto de 1952) es un periodista español.

## Biografía
Se licenció en Periodismo. Comienza a trabajar en Radio España de Barcelona (1973) como presentador de programas musicales y redactor de informativos.
En 1974 empieza a trabajar en Televisión Española en el programa infantil La Semana. Más tarde, en 1975, se incorpora al espacio Informe Semanal llegando a dirigir y presentar el programa (1980-1987). 
En 1982 es nombrado jefe de Programas No Diarios de los Servicios Informativos de TVE, cargo que se le cambia por el de Subdirector de los mismos Servicios Informativos (1984).
Deja su puesto en Televisión Española el 31 de diciembre de 1987, para ocupar el cargo de Director del Área de Televisión en la empresa Tesauro. 
El 28 de febrero de 1990 se le nombra director general de Televisión española, cargo que ocupa hasta el 30 de junio de 1996. 
En septiembre de 1996 se incorpora a la empresa Mediapark S.A., donde se responsabiliza del área de formación y de los nuevos proyectos de la empresa hasta abril de 1998. Como responsable de nuevos proyectos, desarrolla más de veinticinco cadenas temáticas entre las que están: Cinematk, Boulevard, Palace, Palomitas (antes Star), Super-3, Teletiempo, Buzz, Cultura (antes Enciclopedia), Natura (antes Canal Verde) y Todo Humor. 
En febrero de 1997 hasta julio del mismo también dirige, produce y presenta en TV3 el programa El món d´Ariadna.
En el mes de octubre de 1998 comienza a colaborar con la revista Fotogramas llevando a cabo la sección El cazador de imágenes.
A su vez es el director y presentador del programa Millennium del Canal 33 de TV3 desde octubre de 1998, en La 2 de TVE desde 2014.
Durante los meses de octubre y noviembre de 1998 codirige junto a María Antonia Iglesias el programa de actualidad Cruce de Caminos, presentado por María Teresa Campos en Telecinco.
Desde febrero del año 2000 hasta febrero de 2002 ostenta el cargo de director general de Programación y Contenidos en Vía Digital.
Actualmente es el presidente de la productora de contenidos audiovisuales Sagrera TV (La masseria delle allodole), con base en Barcelona, cargo que compagina con su actividad al frente de Millenium, su actividad docente en la Facultad de Ciencias de la Comunicación Blanquerna y su colaboración en la revista Fotogramas.
De diciembre de 2013 hasta 2018 asumió la presidencia de la Confederación de Productores Audiovisuales Españoles (FAPAE).
En febrero de 2021 fue elegido consejero de Radio Televisión Española en la corporación presidida por José Manuel Pérez Tornero.